# Katarina Zrinska
La condesa Ana Katarina Zrinska (Bosiljevo, 1625-Graz, 1673) fue una noble croata miembro de la Casa de Frankopan.  Su padre era el general Vuk Krsto Frankopan y se casó con Petar Zrinski de la Casa de Zrinski con quien tuvo 3 hijas y un hijo: Jelena Zrinski (1643–1703), Judita Petronela (1652–1699), Ivan Antun Zrinski (1654–1703) y Aurora Veronika (1658–1735). 
Tuvo una esmerada educación y sabía hablar alemán,  húngaro,  italiano  y latín,  y ayudaron a su erudición tanto su marido como su padre. Fue además una insigne  poetisa y escribió, entre otras cosas, el breviario Putni tovaruš, publicado en 1661 en la República de Venecia. 
Falleció en un monasterio de Graz al acabar la Conspiración de los magnates. 
Su obra fue recuperada en los años 1860 cuando el político croata Ante Starčević intentó recuperar el legado de ambas nobles familias. Al principio del siglo XX muchas instituciones femenina además usaron su nombre y en 1999 el Banco Nacional de Croacia acuñó una moneda conmemorativa con su imagen, la de la escritora infantil Ivana Brlić-Mažuranić y la pintora Slava Raškaj.